# Marcel Tesarčík
Mgr. Marcel Tesarčík (* 18. července 1963 Strakonice) je moravský římskokatolický kněz, který v letech 2002 až 2008 vykonával úřad generálního vikáře ostravsko-opavské diecéze, a představitel katolického tradicionalismu, zejména pak příznivec slavení tridentské mše.

## Život
Po maturitě na gymnáziu v Orlové v roce 1982 vystudoval Cyrilometodějskou bohosloveckou fakultu v Litoměřicích (1982–1989), během studia absolvoval dvouletou základní vojenskou službu. Jako kněz působil v Místku, Těrlicku, Horní Suché (1991–1997), Morávce a Novém Bohumíně (1999–2002). V letech 2002 až 2008 byl generálním vikářem ostravsko-opavské diecéze. Od roku 2007 začal veřejně sloužit tridentskou mši, kterou se z vlastního zájmu naučil sám, neboť v kněžském semináři se vyučuje pouze mše Pavla VI. V současnosti působí jako kaplan pro věřící ostravsko-opavské diecéze spojené se slavením mimořádné formy římského ritu.